# Voz e Violão – No Recreio – Volume 1
Voz e Violão – No Recreio – Volume 1 é o quarto álbum ao vivo do cantor e compositor brasileiro Nando Reis. O álbum tem a participação de Nando apenas, sem sua banda de apoio Os Infernais. O show registrado ocorreu numa noite de abril na casa de shows Citibank Hall em São Paulo, com um público de 3,7 mil pessoas.
A ideia de fazer um álbum neste formado surgiu após Nando ter participado em fevereiro de 2015 do projeto Sala de Estar, no SESC Pompeia, no qual realizou quatro shows só com o violão. Ele descreve a experiência de ter escolhido o repertório do álbum da seguinte forma: "Dei uma revisitada em algumas canções, em termos de audição, de olhar a minha própria discografia. Ouvi novamente algumas músicas". Uma das faixas é inédita: "Diariamente", escrita por ele, mas lançada originalmente por Marisa Monte em seu álbum de 1991 Mais.

## Faixas
| N.º            | Título                      | Duração |  |
| 1.             | "As Coisas Tão Mais Lindas" | 3:27    |  |
| 2.             | "N"                         | 5:19    |  |
| 3.             | "Os Cegos do Castelo"       | 5:04    |  |
| 4.             | "Lamento Realengo"          | 5:28    |  |
| 5.             | "Nos Seus Olhos"            | 3:52    |  |
| 6.             | "Dentro do Mesmo Time"      | 4:23    |  |
| 7.             | "Luz dos Olhos"             | 6:01    |  |
| 8.             | "Diariamente"               | 4:57    |  |
| 9.             | "Sutilmente"                | 4:46    |  |
| 10.            | "Relicário"                 | 5:47    |  |
| 11.            | "Sei"                       | 3:52    |  |
| 12.            | "All Star"                  | 3:53    |  |
| 13.            | "Pra Você Guardei o Amor"   | 5:12    |  |
| 14.            | "Por Onde Andei"            | 4:49    |  |
| Duração total: | Duração total:              | 67:00   |  |